# Posinomi
Un  posinomi  és una funció de la forma:
{\displaystyle F(x_{1},x_{2},\dots ,x_{n})=\sum _{k=1}^{K}c_{k}x_{1}^{a_{1k}}\cdots x_{n}^{a_{nk}}}
on totes les variables {\displaystyle x_{i}} i coeficients {\displaystyle c_{k}} són nombres reals positius, mentre que els exponents {\displaystyle a_{ik}} són nombres reals. Els posinomis són tancats sota les operacions de suma, multiplicació i escalat no negatiu.
Per exemple,
{\displaystyle F(x_{1},x_{2},x_{3})=2.7x_{1}^{2}x_{2}^{-1/3}x_{3}^{0,7}+2x_{1}^{-4}x_{3}^{2/5}}
és un posinomi.
Els posinomis no són el mateix que els polinomis de diverses variables, malgrat que es poden definir amb la mateixa fórmula. D'una banda, els coeficients i les variables d'un posinomi han de ser nombres reals positius (o zero), mentre que els coeficients i les variables d'un polinomi són nombres reals qualssevol. D'altra banda, els exponents dels posinomis són nombres reals qualsevol, i en canvi els exponents dels polinomis han de ser nombres naturals.